# حقوق الإنسان في موريشيوس
حقوق الإنسان في موريشيوس في السنوات الأخيرة لسجلها الجيد. وقد حددها تقرير للاتحاد الأوروبي لعام 2018 باعتبارها الدولة الأفريقية الأعلى تصنيفًا من حيث الحكم وسجلها في حماية واحترام حقوق الإنسان. لا تزال قضايا حقوق الإنسان قائمة، وتشمل العنف القائم على النوع الاجتماعي، والعنف المنزلي، وانعدام حماية الأطفال وأعضاء مجتمع المثليين . هناك أيضًا حوادث انتهاكات ارتكبتها الحكومة مثل الاعتقال غير القانوني، وانتهاك الخصوصية، والرقابة، والعنف، وغيرها.

## انتهاكات الحكومة
أشار تقرير حقوق الإنسان لعام 2022 إلى انتهاكات الحكومة باعتبارها جزءًا من المشاكل البارزة في موريشيوس، وعلى وجه التحديد إلى القضايا التالية:
- المعاملة القاسية واللاإنسانية والمهينة من قبل الحكومة.
- الاعتقال التعسفي.
- الغزو غير القانوني للخصوصية.
- القيود المفروضة على وسائل الإعلام وحرية التعبير.
- الرقابة.
- العنف والمضايقات التي تستهدف الأقليات العرقية أو العرقية.

أشارت وزارة الخارجية الأميركية إلى أن حكومة موريشيوس لا تقوم دائماً بملاحقة ومعاقبة المسؤولين الحكوميين وقوات الأمن الذين يرتكبون الانتهاكات المذكورة أعلاه. وأشارت لجنة الأمم المتحدة المعنية بالتعذيب أيضاً إلى أنه على الرغم من إجراء إصلاحات مؤسسية ووجود تشريعات تغطي قضايا مثل التعذيب والاتجار بالبشر، فإن العقوبات لا تتوافق مع طبيعة الجرائم الخطيرة. وفي حالات المقاضاة، لا تكون العقوبة متسقة وغالبًا ما تكون متأثرة سياسياً.

## الانتهاكات القائمة على النوع الاجتماعي
في موريشيوس، كان يُنظر إلى المرأة تقليديًا على أنها تابعة للرجل، خاصة فيما يتعلق بالدور الذي تشغله في المجتمع. وقد اتخذت الحكومة خطوات لمعالجة هذه المشكلة. وتشمل هذه إزالة القيود القانونية المختلفة المفروضة على المرأة كما هو الحال في حالات الهجرة، والميراث، وحتى في تولي أدوار مثل هيئة المحلفين في المحاكم. ابتداءً من عام 1989، فرضت الحكومة أيضًا وجود "مسؤولين عن تكافؤ فرص العمل" في الوزارات الحكومية الرئيسية من أجل تعزيز مصالح المرأة.
لا يوجد حتى الآن تشريع شامل في موريشيوس يضمن المعاملة المتساوية للمرأة، مما يعوق المبادرات المذكورة آنفا. بحلول عام 1994، لم تكن هناك قوانين تتناول العنف القائم على النوع الاجتماعي أو العنف المنزلي. وأظهرت بيانات جمعتها هيئة حقوق المرأة ورعاية الأسرة التابعة للحكومة، فضلاً عن منظمات غير حكومية، أن العنف ضد المرأة لا يزال منتشراً على نطاق واسع.
كما وجد أن النساء يشكلن نسبة 57% من العاطلين عن العمل بإجمالي معدل بطالة قدره 11.4% مقارنة بنسبة 5.5% للرجال. وتُعد هذه البيانات المنشورة في عام 2014 جديرة بالملاحظة لأنها كشفت أن النساء العاطلات عن العمل أكثر تأهيلاً من الرجال العاطلين عن العمل.

## التمييز ضد المثليين
حتى عام 2015، لا تزال هناك فجوة عندما يتعلق الأمر بالتشريعات التي تعالج الهوية الجنسية، والتعبير عن الجنس، والخصائص الجنسية. وهناك تناقض واضح في قضية قانون تكافؤ الفرص لعام 2008. يوفر هذا القانون الحماية ضد التمييز على أساس الجنس والتوجه الجنسي ولكنه لا يشمل الهوية الجنسية.
من الجدير بالذكر أيضًا أنه في حين تضمن المادة 9 في الفصل الثاني من دستور موريشيوس حماية خصوصية المنزل والممتلكات الأخرى، فإن قانون العقوبات الموريشيوسي لعام 1838 يجرم الفعل الجنسي اللواط. على الرغم من أن الفعل الجنسي بالتراضي هو أمر خاص، إلا أن القانون ينص على أن الشرطة يمكنها دخول أي منزل لمجرد الاشتباه في أن شخصين بالغين مثليين قد يمارسان الجنس. لم يتم إقرار قانون إلغاء تجريم العلاقات الجنسية المثلية إلا في عام 2023، ويرجع هذا التطور إلى جهود منظمة Arc-en-Ciel الموريشيوسية لحقوق المثليين ومزدوجي الميل الجنسي والمتحولين جنسياً فضلاً عن مجموعات حقوق الإنسان الأخرى التي تعمل على تعزيز المساواة والإدماج.
إن عدم وجود مجموعة واضحة وشاملة من القوانين التي تحمي أعضاء مجتمع المثليين والمثليات ومزدوجي الميل الجنسي والمتحولين جنسيا خلق الظروف لانتهاك حقوقهم ليس فقط من قبل الحكومة ولكن أيضا من قبل أطراف أخرى. في عام 2018، تم منع مسيرة فخر المثليين من قبل مجموعة من المتظاهرين المعادين. على الرغم من أن موريشيوس لا تزال لا تعترف بزواج المثليين، إلا أنها تعتبر واحدة من أكثر الدول الصديقة للمثليين في أفريقيا، وتحتل المرتبة الرابعة من حيث تسامح الجمهور مع المثليين.